# تشايس ستوكيس
جيمس ألكسندر تشيس ستوكس (مواليد 16 سبتمبر 1992)  هو ممثل أمريكي. معروف بدوره في دور جون بي روتليدج في مسلسل دراما المراهقين على Netflix أوتر بانكس .  

## الحياة الباكرة
ولد ستوكس في مدينة أنابوليس بولاية ماريلاند ، وهو الطفل الوحيد لجيف ستوكس وجنيفر كانينج. تطلق والداه عندما كان يبلغ من العمر عدة أشهر.  انتقل ستوكس بعد ذلك مع والدته إلى أتلانتا ، جورجيا ، ولاحقًا إلى أورلاندو بولاية فلوريدا عندما كان مراهقًا حيث التحق بمدرسة تيمبر كريك الثانوية .  حصل على درجة البكالوريوس في فالنسيا كوليدج ثم التحق بجامعة سنترال فلوريدا وكلية ولاية سيمينول.  أثناء طفولته، كان يتطلع إلى أن يصبح لاعب محترف في رياضة الهوكي على الجليد . 

## حياته المهنية
أخذ ستوكس أدوار صغيرة في التلفزيون في بداية مسيرته التمثيلية، بما في ذلك Stranger Things و Daytime Divas و Tell Me Your Secrets . 
رفض في البداية عرضاً للاختبار لـ Outer Banks في فبراير 2019 ، قبل أن يقرأ عن دور Topper ولاحقًا John B.  تم إصدار الموسم الأول في 15 أبريل 2020 بمراجعات إيجابية، وكان الموسم الثاني قد تم تاكيده في يوليو. 
في نفس الشهر ، أُعلن أنه سيلعب TJ في One Of Us Lying . لكنه أُعلن أن تشيس لن يعود بسبب تعارض في المواعيد مع الموسم الثاني من أوتر بانكس وتم استبداله. 
في سبتمبر 2020، مثّل مع مادلين كلاين دور البطولة في الفيديو الموسيقي لأغنية Kygo وDonna Summer single " Hot Stuff ".

## الحياة الشخصية
في يونيو 2020، أعلن ستوكس أنه في علاقة مع مادلين كلاين نجمة أوتر بانكس .  انفصل الزوجان في أكتوبر 2021.  ومنذ ذلك الحين ترددت شائعات عن مواعدته لنجمة موسيقى الريف كيلسي باليريني . 

## فيلموغرافيا
| سنة  | عنوان                         | دور                   | ملحوظات   |
| ---- | ----------------------------- | --------------------- | --------- |
| 2014 | الجزيرة الضائعة               | الكابتن تشارلز ويتاكر | فيلم قصير |
| 2018 | بين الأمواج                   | يونغ ديل              |           |
| 2021 | نصيحة د. بيرد للشعراء الحزينة | مارتن                 |           |
| TBA  | القبيح                        | TBA                   |           |

| سنة         | عنوان         | دور            | ملحوظات                       |
| ----------- | ------------- | -------------- | ----------------------------- |
| 2015        | قاعدة         | إيثان تيري     | حلقة واحدة                    |
| 2016        | أشياء غريبة   | قصب            | الحلقة: "الفصل السادس: الوحش" |
| 2017        | مغنيات النهار | جراهام         | 3 حلقات                       |
| 2018        | بيت الشاطئ    | راسل بينيت     | فيلم تلفزيوني                 |
| 2018        | الأول         | الفنلندي       | حلقة واحدة                    |
| 2020 الحاضر | بنوك خارجية   | جون بي روتليدج | دور أساسي                     |
| 2021        | قل لي أسرارك  | آدم            | 3 حلقات                       |

| السنة | العنوان             | الفنان            | الدور |
| ----- | ------------------- | ----------------- | ----- |
| 2020  | " الأشياء الساخنة " | Kygo يضم دونا سمر | نفسه  |

## روابط خارجية
- تشايس ستوكيس في قاعدة بيانات الأفلام على الإنترنت